# Piràmide de Senusret I
La piràmide de Senusret I és un monument funerari construït pel faraó Senusret I a Lisht a l'extrem sud de la necròpolis, al costat oposat al seu pare Amenemhet I.

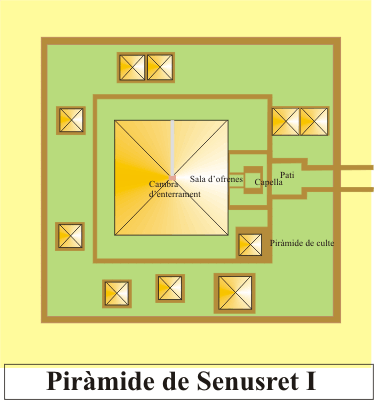
Plànol de la piràmide de Senusret I

Fou construïda amb blocs de pedra que van omplir els buits d'uns murs en creu, i està precedida per una capella al costat nord -que té algunes pintures- a la qual s'arriba per un camí pavimentat; a la capella, hi ha un altar d'alabastre i una falsa porta; uns canalons en forma de cap de lleó (similars als d'altres temples) servien per a conduir l'aigua de la teulada. A l'exterior, encara es veuen algunes de les plaques de pedra. El corredor interior des de la capella (decorat amb plaques de pedra i blocs de granit) portava a la cambra d'enterrament, però l'aigua al seu interior ha fet impossible d'excavar el lloc. Al costat, hi ha un altre túnel per a facilitar el transport de materials a la cambra d'enterrament, que fou presumiblement bloquejat, però d'alguna manera usat pels saquejadors de tombes; Maspero va trobar en aquest túnel rastres de la sala funerària, cosa que fa pensar que el robatori es va produir molt poc després de l'enterrament. El complex funerari té al centre un monument i està envoltat per dos murs, l'un interior de pedra i un altre exterior de rajoles. Entre els murs, hi ha nou petites piràmides per a la família reial de Senusret I. El temple funerari segueix els patrons dels models de l'antic Imperi i, encara que està molt destruït, es conserva millor que el del seu pare. Fora del complex, hi ha unes mastabes, entre aquestes destaquen: 
- Mastaba d'Imhotep, el canceller i gran sacerdot d'Heliòpolis.
- Mastaba de Senwosretankh, gran sacerdot de Ptah, a uns 200 m al nord-est del mur del recinte, que conté relleus pintats i extractes dels texts de les piràmides; la cambra d'enterrament tenia un notable sarcòfag.
- Mastaba de l'intendent de vins Seheepibreankh.
- Mastaba de Mentuhotep, gran sacerdot d'Heliòpolis.

També hi havia dues grans estàtues de Senusret I i deu estàtues en uns forats (trobades per Gautier el 1894) i altres construccions interessants com graners, cases d'oració i edificis de manteniment. S'hi han trobat nombrosos objectes, incloent-hi el forat enrajolat per a la barca sagrada.
Fora del mur, hi havia nou piràmides secundàries per a les dones reials, és a dir, les vídues i filles del faraó. Set de les piràmides tenien el seu propi temple funerari i un mur en tot el tombant, i les altres dues, al nord, compartien un sol mur; només dos noms de les dones reials s'han pogut llegir: Neuru o Nofret (esposa i germana de Senusret) i Itayket o Itaksiet (segurament, filla del faraó).
Una calçada oberta connectava el temple mortuori amb el de la vall, però la situació d'aquest no s'ha localitzat de moment. La calçada era decorada amb relleus, alguns dels quals encara es poden veure.
Fou visitada el 1882 per Maspero, que va descobrir a qui pertanyia i va trobar diversos objectes amb el nom del faraó.
La piràmide només es pot visitar amb un permís especial.